# Привольский сельский совет (Каланчакский район)
Привольский сельский совет (укр. Привільська сільська рада) — входит в состав
Каланчакского района
Херсонской области
Украины.
Административный центр сельского совета находится в 
с. Приволье
.

## История
- 1921 — дата образования.

## Населённые пункты совета
- с. Приволье
- с. Бабенковка Вторая
- с. Вербовое
- с. Максима Горького